# ماهی بتا
بتا (Betta) سرده‌ای از ماهی‌های کوچک رنگی آب شیرین از خانواده گورامیان است. ۲۸ گونه ماهی بتا وجود دارد. از جمله: بتا پیکتا، بتای خالدار، بتا اسپیسی، بتای رزمجو و ماهی جنگجوی سیامی.

## مشخصات
همهٔ ماهی‌های بتا کوچک سایز هستند اما تنوع قابل ملاحظه‌ای در اندازه‌های گونه‌های آن وجود دارد. اندازهٔ آن‌ها از ۲٫۵ سانتیمتر (=۱ اینچ) برای گونهٔ بتا چانوید فلس‌دار (B. chanoides) تا ۱۲٫۵ سانتیمتر (=۵ اینچ) برای گونهٔ بتا آکار (B. akarensis) می‌رسد.